# Jorge Gálvez
Jorge Gálvez Ibarra nacido en Santiago, Chile, (1 de octubre de 1989) es un futbolista chileno, se desempeña como volante o extremo. Actualmente juega en Deportes Copiapó de la Primera B de Chile.

## Trayectoria
Se inició como futbolista en Deportes Temuco, donde hizo gran parte de las divisiones inferiores y hace su debut como profesional el año 2008. A pesar de debutar profesionalmente en cancha, no tuvo grandes oportunidades, esto gatillo en que el jugador emigrará a Deportes Iberia el 2013.
Tras su paso por Temuco, desembarca en Iberia donde logra tener mayor protagonismo y afianzarse como titular en el equipo, del en ese entonces DT Ronald Fuentes. Se hizo vital en la campaña del 2013 y donde llegó a jugar 61 partidos.
Tras su exitoso paso como jugador Ibérico, el oriundo de Temuco, llega a un club de mayor trascendencia; Everton, donde a pedido del técnico llega para la temporada 2015/2016. El domingo 19 de julio de 2015 en un encuentro válido por la 3º fecha de la Copa Chile MTS, se enfrentaban Wanderers y Everton, en este encuentro Jorge abre la cuenta para que finalmente el cuadro oro y cielo se quedara nuevamente con el Clásico Porteño por 3 a 1.

## Clubes
| Club                  | País  | Año           |
| --------------------- | ----- | ------------- |
| Deportes Temuco       | Chile | 2008-2012     |
| Iberia                | Chile | 2013-2015     |
| Everton               | Chile | 2015-2016     |
| Unión La Calera       | Chile | 2016          |
| Deportes Puerto Montt | Chile | 2017          |
| Deportes Valdivia     | Chile | 2017-2018     |
| Deportes Copiapó      | Chile | 2019-Presente |